# Políticas de blanqueamiento racial en Venezuela

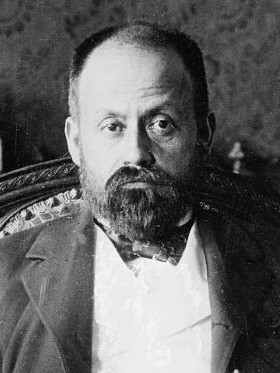
Durante la dictadura de Cipriano Castro se prohibió la entrada de personas extranjeras negras a Venezuela.

El blanqueamiento racial fue puesto en práctica en la América Latina y el Caribe post-colonial a través de políticas sociales y distintos mecanismos legales. En Venezuela se promulgaron políticas abiertamente racistas durante el gobierno de Raimundo Andueza Palacio y la dictadura de Cipriano Castro, mientras que otros gobiernos se limitaron a mantener las políticas racistas existentes y/o favorecer la inmigración blanca por sobre las demás posibles, como en el caso del gobierno de Eleazar López Contreras y de la dictadura militar de Marcos Pérez Jiménez.

## Historia

### Gran Colombia
El Congreso de la Gran Colombia buscó estimular la inmigración exclusivamente europea mediante concesiones de tierras públicas.

### Antecedentes republicanos
Tras la independencia de 1830 se empezó a desarrollar un interés en atraer migrantes europeos para poblar el país y «mejorar la raza» por medio del mestizaje con europeos, ya que muchos intelectuales y políticos influenciados por el positivismo y el racismo científico percibían que los problemas sociales y económicos del país se debían a la población de color.
En 1831, 1837 y 1840 se aprobaron leyes de inmigración para subsidiar la llegada de agricultores europeos, pero estas no tuvieron el efecto deseado, ya que la nación contaba con una mala imagen en Europa, pues era vista como un país caótico y atrasado.
Entre 1832 y 1845 llegaron solo 11.851 europeos, la mayoría proveniente de las islas Canarias, pero mientras los europeos evitaban migrar a Venezuela, una gran cantidad de negros Antillanos y Guyaneses entraron a laborar, provocando un rechazo por parte de la elite del país.
Esta situación se repetiría con la inmigración china, en 1855 el político Antonio Leocadio Guzmán hizo una propuesta de pagarle a compañías para traer trabajadores chinos al país. La propuesta fue rechazada en el congreso, que además aprobó sanciones contra la inmigración asiática, poniendo como excusa las diferencias culturales entre los dos pueblos.

### Gobierno de Raimundo Andueza Palacio
En 1891 se promulgó una ley en Venezuela para prohibir la entrada de los extranjeros «no blancos». La ley sancionada el 11 de agosto de 1891 expresaba «No se contratarán ni aceptarán como inmigrantes personas de nacionalidad asiática o de las Antillas Inglesas y Holandesas». A pesar de la aprobación de la ley, un gran número de migrantes antillanos, chinos y algunos hindúes continuaron entrando al país para trabajar como agricultores y mineros.

### Gobierno de Joaquín Crespo
Durante el gobierno de Joaquín Crespo, muchos latifundistas presionaron para que se permitiera la entrada de trabajadores chinos debido a la falta de mano de obra. El Gobierno modificó la ley para permitir la entrada limitada de asiáticos, pero mantuvo la prohibición para los migrantes provenientes de las Antillas.

### Dictadura de Cipriano Castro
En 1906 se modificó la Constitución para prohibir la inmigración de personas negras a Venezuela. El Departamento de Comercio del país llegó a expresar: «Sólo la idea de que ocurra algo así (como la inmigración de personas negras), aún si solo es un rumor, justifica nuestra alarma. La introducción de individuos de esa raza, con las condiciones en las que vendrán, constituye una verdadera inmigración, y esa no es la clase de inmigración que necesita Venezuela».

### Dictadura de Juan Vicente Gómez
A pesar de las políticas de migración selectiva, una parte importante de la economía dependía del trabajo de los migrantes que seguían llegando al país, sin embargo, un sector de la elite seguía considerando esta migración como nociva. El 20 de junio de 1918 se actualizó la ley de inmigración y colonización, donde se especificaba que no se aceptarían «aquellas personas que no sean de ascendencia europea, o los isleños de raza amarilla en el hemisferio norte».
En 1924 se esparció un rumor de que varias compañías estaban buscando trabajadores negros estadounidenses y antillanos para el cultivo de algodón, lo que generó un fuerte rechazo de una parte de la elite que opinaba que «esta no es la clase de inmigración que Venezuela necesita».
A pesar de los esfuerzos, los migrantes no blancos siguieron arribando al país, mientras que solo un reducido número de europeos llegó durante la dictadura gomecista. Venezuela seguía teniendo una mala imagen en Europa, previo al boom petrolero el país se encontraba con altos niveles de pobreza. Además, Gómez sentía poca simpatía por los extranjeros que no hablaban el idioma y no eran católicos, durante su dictadura se mostró especialmente hostil contra la migración de chinos y árabes.
Debido a los altos niveles de corrupción, los programas de colonización financiados por el gobierno no beneficiaron a los europeos que llegaron al país, sino a los afines a la dictadura que se hicieron con un buen número de tierras.

### Gobierno de Eleazar López Contreras
Alberto Adriani, ministro de Agricultura y posteriormente de Hacienda de Eleazar López Contreras, promovió la inmigración europea a través de la promulgación de la Ley de Inmigración y Colonización de 1936, habiendo expresado: «Con un buen plan de inmigración y colonización Venezuela podría, pues, poblar sus territorios desiertos e incorporarlos a la vida nacional; diversificar su agricultura; desarrollar nuevas industrias y perfeccionar las existentes; contribuir al mejoramiento de su raza y a la nivelación de su cultura, especialmente en el dominio de Occidente; acelerar extraordinariamente su desenvolvimiento económico y social; integrar, en fin, sus elementos humanos en un tipo nacional que perpetúe la integridad de la Patria». Esa ley reafirmó a su vez la prohibición legal a la inmigración no blanca.

### Gobierno de Isaías Medina Angarita
Durante el gobierno de Isaías Medina Angarita se mantuvieron las políticas de inmigración selectivas, incluso previo a la Segunda Guerra Mundial algunos funcionarios prohibían desembarcar a marineros negros y filipinos provenientes de Estados Unidos en los puertos venezolanos. El gobierno lo justificó ante el Departamento de Estado como errores de algunos funcionarios.

### Dictadura de Marcos Pérez Jiménez
Durante la dictadura militar de Marcos Pérez Jiménez, bajo el ideario del Nuevo Ideal Nacional de índole positivista se incentivó la transformación de la composición étnica del país con la finalidad de lograr un blanqueamiento de la población a través de la llegada de inmigración exclusivamente europea. Esto se hizo mediante la política de Puertas abiertas, que priorizó la entrada de la población de origen canario, italiano, portugués y español, principalmente, y en segundo lugar, del resto de Europa. Entre 1948 y 1961 casi 950.000 europeos emigraron a Venezuela: 350.000 españoles, 300.000 italianos y 90.000 portugueses vivían en Venezuela en el inicio de 1959 (a los que hay que agregar unos casi ciento cincuenta mil eslavos, húngaros, alemanes, lituanos, griegos y judíos escapados del Holocausto). A los hijos de estos europeos que tenían menos de cinco años de edad al llegar a Venezuela se le daba la ciudadanía venezolana por nacimiento (si se solicitaba).
Esto sucedió en un contexto en el cual casi el 30 % de la población venezolana era de origen europeo y ocupaba cargos políticos importantes en el Estado venezolano.
La Ley de Naturalización de 1955 estableció que tener hijos venezolanos era motivo para otorgar la nacionalidad venezolana, lo que incentivaba indirectamente el mestizaje de los extranjeros europeos con habitantes nativos de Venezuela.

### Democracia y el fin de las políticas de blanqueamiento
El 24 de mayo de 1945, tres importantes hoteles en Caracas rechazaron al cantante negro estadounidense Robert Todd Duncan y a su comitiva. El suceso generó un fuerte debate entre los políticos de la época, que luego de una semana del incidente aprobaron una legislación para sancionar cualquier tipo de discriminación en edificaciones públicas.
Un papel preponderante tuvieron los miembros del partido Acción Democrática quienes promovieron iniciativas a nivel municipal y federal para combatir la discriminación racial y las políticas de migración selectivas, entre 1943 y 1948 dirigentes del partido trataron, sin éxito, de eliminar las leyes de inmigración selectivas para permitir la entrada de no blancos. Sería hasta 1966 cuando se derogarían totalmente las políticas de inmigración selectiva.
A pesar de que durante el periodo democrático se realizaron esfuerzos para reducir las tensiones raciales provenientes desde la época colonial y se promovió una política de inmigración sin discriminación, en un sector de la sociedad y en algunas instituciones se mantuvo una actitud preferencial hacia los migrantes europeos y blancos.